# Lola Montez, die Tänzerin des Königs
Lola Montez, die Tänzerin des Königs è un film muto del 1922 diretto da Willi Wolff, conosciuto anche con il titolo lungo Lola Montez, die Tänzerin des Königs. Die Geschichte einer Abenteuerin.

## Trama
Alla zingara Lola Montez viene predetto che sposerà un re. Cercando di avvelenare il pretendente al trono di Spagna per favorire Carlos, uno degli eredi, Lola viene arrestata. Non le ci vuole molto per convincere il governatore di essere stata accusata ingiustamente. I due fuggono insieme a Venezia. Lì, Lola incontra uno studente bavarese del quale si innamora. Deve però lasciarlo per andare a Parigi, dove incontra il futuro Napoleone III. Scoppia uno scandalo e Lola ripara a Monaco di Baviera, dove spera di ritrovare lo studente conosciuto a Venezia. Presentatasi a un'audizione al teatro di corte, Lola conosce Ludovico I, il re di Baviera che, infatuato di lei, la prende come amante. Ma la loro relazione fa aumentare il malcontento popolare che arriva ai moti di piazza contro il re e contro la ballerina.

## Produzione
Il film fu prodotto dalla Ellen Richter Film.
Venne girato a Monaco di Baviera.

## Distribuzione
Venne presentato in prima a Berlino il 28 dicembre 1922, distribuito dalla Universum Film (UFA).